# Love Story (phim 1970)
Chuyện tình (Tiếng Anh: Love Story) là phim tình cảm lãng man, công chiếu năm 1970, do Erich Segal viết kịch bản; sau đó chính ông phát triển thành tiểu thuyết cùng tên. Phim do Arthur Hiller làm đạo diễn.

## Nội dung
Phim kể câu chuyện về Oliver Barrett IV, một sinh viên Đại học Harvard, xuất thân từ gia đình danh giá, giàu có. Tại thư viện của trường Radcliffe (một đại học trực thuộc Harvard, dành riêng cho nữ sinh viên) Oliver gặp và sau đó yêu Jennifer Cavilleri, một sinh viên Radcliffe lém lỉnh, xuất thân từ gia đình lao động. Sau khi tốt nghiệp, hai người kết hôn, bất chấp sự chống đối từ cha của Oliver.
Không có trợ giúp tài chính của gia đình, đôi vợ chồng trẻ rất vất vả mưu sinh để trang trải học phí cho Olivier học tiếp cao học tại trường Luật Harvard. Jennifer dạy trẻ tại một trường tư, vợ chồng thuê phòng trọ, trên tầng cao nhất của một ngôi nhà gần trường Harvard, để ở. Sau khi tốt nghiệp hạng 3, Olivier vào làm việc trong một công ty Luật tại thành phố New York. Với thu nhập cao của Olivier, đôi vợ chồng trẻ quyết định có con. Sau khi ý định này thất bại, họ tìm đến một chuyên gia nhờ tư vấn. Chuyên gia này báo riêng Olivier biết: Jennifer mắc bệnh hoại huyết và không còn sống bao lâu nữa. Tuy Olivier cố giấu, nhưng cuối cùng Jennifer cũng biết bệnh của mình. Do chi phí điều trị rất tốn kém, thiếu tiền Olivier buộc phải đến gặp cha mượn tiền, hầu có thể kéo dài mạng sống vợ mình.
Cuối cùng Jennifer ra đi, trước khi nhắm mắt nàng bảo Oliver: Không nên tự dằn vặt mình và ôm chặt lấy nàng. Không kiềm được nước mắt, Olivier rời bệnh viện, đúng lúc cha của Olivier vừa biết tin vội vào thăm. Ông xin lỗi về đối xử không phải với Olivier thời gian qua. Anh chỉ nói: Love means never having to say you're sorry rồi bật khóc.

## Phân vai
- Ali MacGraw: Jennifer "Jenny" Cavilleri-Barrett
- Ryan O'Neal: Oliver Barrett IV
- John Marley: Phil Cavilleri
- Ray Milland: Oliver Barrett III
- Russell Nype: Dean Thompson
- Katharine Balfour: Mrs. Barrett (as Katherine Balfour)
- Sydney Walker: Dr. Shapely
- Robert Modica: Dr. Addison
- Walker Daniels: Ray Stratton
- Tommy Lee Jones: Hank Simpson (as Tom Lee Jones)
- John Merensky: Steve
- Andrew Duncan: Reverend Blaufelt

## Sản xuất
- Đầu tiên Erich Segal viết kịch bản phim bán cho Paramount Pictures. Hãng phim này yêu cầu Segal phát triển kịch bản thành tiểu thuyết nhằm giúp công chúng biết trước về truyện phim; trước khi công chiếu phim. Cuốn tiểu thuyết sau khi phát hành lập tức trở thành quyển sách bán chạy nhất (bestseller), tạo thành công lớn cho phim khi trình chiếu vào ngày Lễ Tình nhân (Valentine's Day). Phim đạt doanh thu $106,397,186, cao nhất trong năm 1970
- Bài hát chính của phim Where Do I Begin? (hay Love Story) do Francis Lai sáng tác, cũng đạt thành công lớn, một phần nhờ vào giọng hát trầm buồn, trữ tình đầy lãng mạn của Andy Williams.

## Câu trích
Có hai câu thoại trong phim đã đi vào văn hóa của giới trí thức trẻ thế giới:
- What can you say about a twenty-five-year-old girl who died? That she was beautiful and brilliant. That she loved Mozart and Bach. The Beatles. And me. - Bạn có thể nói gì về một cô gái 25 tuổi, vừa qua đời?. Rằng nàng đẹp, thông minh. Rằng nàng thích nhạc của Mozart và Bach. Thích nhạc của The Beatles. Và nàng yêu tôi.
- Love means never having to say you're sorry. - Yêu là không bao giờ nói lời nuối tiếc

## Giải thưởng
- Chuyện tình được đề cử 7 giải Oscar năm 1970, nhưng chỉ đoạt 1 giải: Giải Oscar cho ca khúc trong phim hay nhất
- Tuy nhiên phim đoạt 5 giải Quả cầu vàng, bao gồm:
  - Giải Quả cầu vàng cho phim chính kịch hay nhất
  - Giải Quả cầu vàng cho đạo diễn xuất sắc nhất- Arthur Hiller
  - Giải Quả cầu vàng cho nữ diễn viên phim chính kịch xuất sắc nhất- Ali MacGraw.
  - Giải Quả cầu vàng cho nhạc phim gốc hay nhất cho Francis Lai.
  - Giải Quả cầu vàng cho kịch bản hay nhất cho Erich Segal.
- Phim được xếp thứ 9 trong Danh sách 100 phim tình cảm của Viện phim Mỹ